# Yuji Iida
Yuji Iida (飯田 優二 Iida Yuji?), född 7 juli 1992 i Ibaraki prefektur, är en japansk före detta fotbollsspelare.
Iida började sin karriär 2011 i Mito HollyHock. Han avslutade karriären 2013.